# De Havilland Motor Company
De Havilland Motor Company war ein britischer Hersteller von Automobilen.

## Unternehmensgeschichte
Terry Groves gründete 2011 das Unternehmen in Bury St Edmunds in der Grafschaft Suffolk. Er übernahm einige Bauformen von Deon Cars, die er überarbeitete, und begann so mit der Produktion von Automobilen und Kits. Der Markenname lautete DVT. Insgesamt entstanden bereits im ersten Jahr etwa zwei Exemplare.
Das Unternehmen wurde im Januar 2022 aufgelöst.

## Fahrzeuge
Im Angebot standen Nachbildungen des Dino 246. Das Modell GT ist ein Coupé und der GTS die Ausführung mit Targadach. Anfangs trieb ein Motor von Lancia die Fahrzeuge an. Doch bereits 2011 wurde auf den Motor vom MG F umgestellt.